# Luxemburg-Leaks

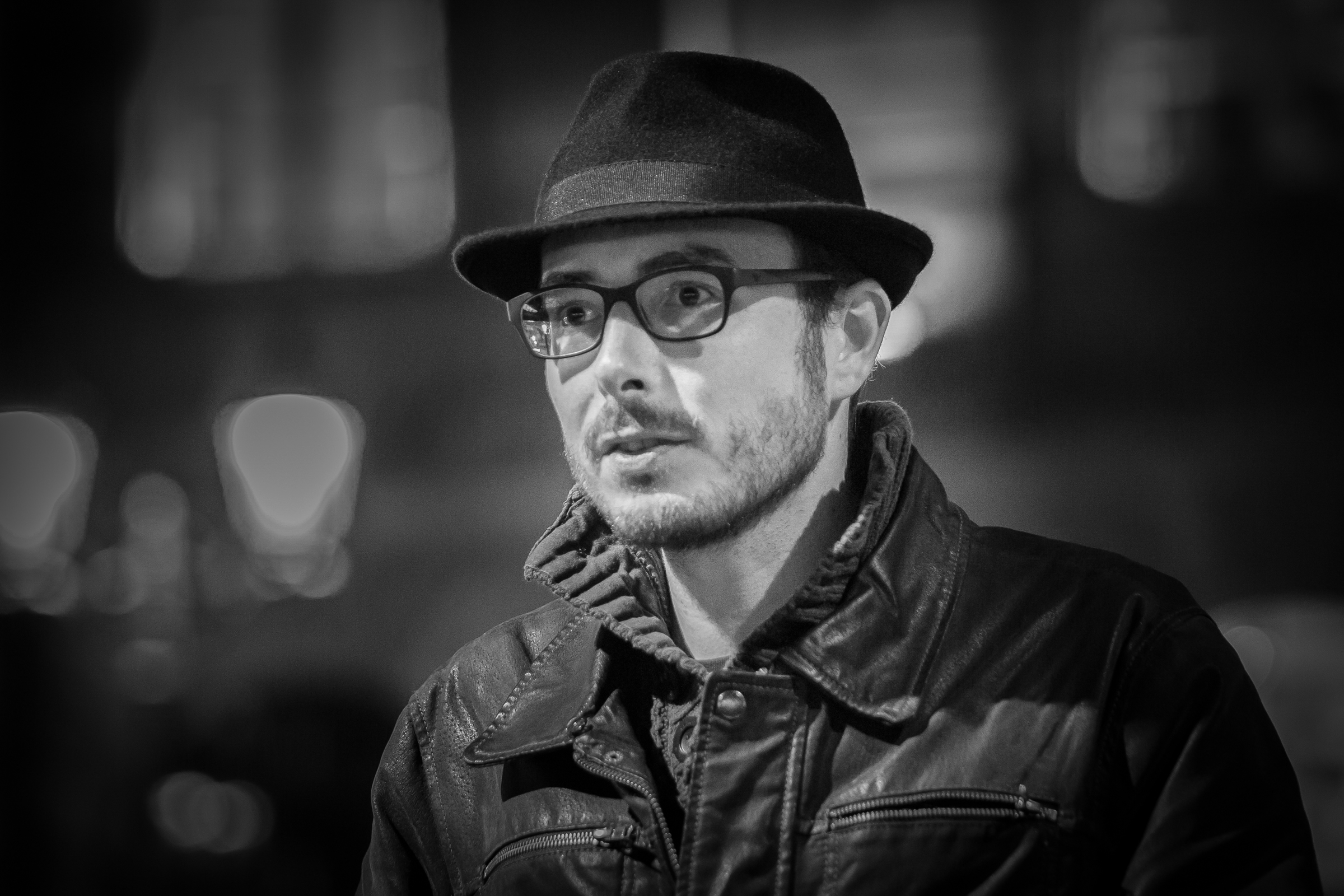
Luxemburg-Leaks Whistleblower Antoine Deltour (2015)

Luxemburg-Leaks (Luxemburg Leaks oder Lux Leaks) ist der Name eines Finanz-Skandals Ende 2014. In zwei Phasen – „Lux 1“ (November 2014) und „Lux 2“ (Dezember 2014) – wurden insgesamt 28.000 Seiten mit 548 verbindlichen Vorbescheiden (Advance Tax Rulings) der Luxemburger Steuerbehörde öffentlich gemacht, die sie über PricewaterhouseCoopers zwischen 2002 und 2010 abgeschlossen hatte.
Diese vertraulichen Steuervereinbarungen boten 343 internationalen Konzernen aus 82 Ländern, darunter Apple, Amazon, eBay Europe S.à r.l., Heinz, Pepsi, Ikea und Deutsche Bank, die Möglichkeit, auf Kosten der Nachbarländer „aggressive Steuervermeidungsmodelle“ zu realisieren. Ihre Steuern ließen sich so auf unter ein Prozent drücken.
Whistleblower hatten die Unterlagen an Journalisten weitergegeben. Die Auswertung und Veröffentlichung der „geleakten“ Dokumente erfolgte in internationaler Zusammenarbeit von mehreren Zeitungen und Rundfunkanstalten mit dem International Consortium of Investigative Journalists (ICIJ).
In Folge der Veröffentlichungen kündigte die EU-Wettbewerbskommissarin Margrethe Vestager an, bereits laufende Untersuchungen, ob europäisches Beihilferecht verletzt worden sei, zu intensivieren. Die EU-Kommission versuchte daraufhin, den Steuerwettbewerb zwischen den EU-Ländern zu begrenzen. 2015 wurde ein Gesetz zum Austausch der Steuer-Vorbescheide verabschiedet.
Luxemburg reagierte auf die Vorwürfe mit dem Hinweis auf die Legalität der meisten Vorgänge und auf gleichartige Praktiken anderer EU-Staaten wie Großbritannien und Deutschland.
Im April und Mai 2016 fand in Luxemburg der Prozess gegen die Whistleblower wegen der Weitergabe vertraulicher Informationen statt. Gegen das Urteil vom Juni 2016 gingen sowohl Luxemburg wie die auf Bewährung verurteilten Angeklagten in Berufung.
Im Rückblick Ende 2016 schien der Skandal keine Veränderungen bewirkt zu haben. Die Zahl der Steuerdeals war nach Angaben des Netzwerks Eurodad sogar noch weiter angestiegen. Im Falle Luxemburgs habe sich die Zahl mehr als vervierfacht.
Im Januar 2017 verstärkten „German diplomatic cables“ den Verdacht, Juncker habe als Premierminister insgeheim Maßnahmen in der Code of Conduct Group des EU-Parlaments blockiert.

## Entwicklung Luxemburgs zum weltgrößten Investment-Zentrum nach den USA
Von 1980 bis 2015 stieg Luxemburg zum weltgrößten Investment-Zentrum nach den USA auf. Von 2006 bis 2014 wuchs nach Angaben der FAZ das Fondsvolumen der 10.000 Luxemburger Fonds von 1,85 Billionen Euro auf über 3 Billionen Euro, womit Luxemburg weltweit auf dem zweiten Platz hinter den USA lag. Bei den Advance Pricing Agreements (APA) lag Luxemburg 2014 deutlich vor allen anderen Ländern in Europa.
Nach dem Berechnungsansatz von Gabriel Zucman liegt der Anteil des „eigentümerlosen“ Vermögens bei 50 % der 2,2 Billionen Euro, die in Luxemburg angelegt seien. Ein Großteil dieser 1,1 Billionen sei wahrscheinlich hinterzogenes Geld.
Nach Schätzungen der EU-Kommission entgehen Mitgliedstaaten durch Steuervermeidung von Firmen jährlich Steuereinnahmen von 50 bis 70 Milliarden Euro.

### Einschätzung der Rolle Luxemburgs
Der Historiker Christoph Maria Merki sieht in folgenden Faktoren die Erklärung der Entwicklung Luxemburgs zur „Finanzdrehscheibe“:
- Die Vorteile eines Kleinstaats seien „kurze Wege“ und „rasche Entscheidungen“ sowie ein gutes Arbeitskräfteangebot aus den Nachbarländern.
- Entscheidend waren neben dem mehrsprachig multikulturellen Ambiente die rechtlichen Rahmenbedingungen, die absolute auch strafrechtlich bewehrte Einhaltung des Bankgeheimnisses, die hohe Rechtssicherheit und der soziale Friede.
- Dazu kamen eine besondere „Flexibilität in der Abwicklung von Bankgeschäften“, eine niedrige Besteuerung, geringe Mindestreserveanforderungen, die „zurückhaltenden Regulierungsmaßnahmen des Gesetzgebers“ und die „überaus flexible“ Zusammenarbeit der Regierung mit Finanzexperten zur „sehr kurzfristigen“ Anpassung des gesetzlichen Rahmens an neue Entwicklungen.
- Wichtigste und grundlegende Voraussetzung dieses Systems ist nach Merki die Souveränität Luxemburgs, die es dem Land erlaubt, ausländische Banken und Investoren an sich zu binden.[12]

Gabriel Zucman beschreibt Luxemburg als „Wirtschaftskolonie der internationalen Finanzindustrie“, die „das Zentrum der europäischen Steuerflucht“ bilde und „seit Jahrzehnten den Kampf gegen diese Plage“ lähme. Das Erfolgsgeheimnis bestehe darin, dass Luxemburg seine eigene Souveränität vermarktet und verkauft habe, indem es sich zum Büttel des internationalen Kapitals gemacht habe.
Die Wirtschaftsredakteurin Ulrike Herrmann von der taz kommentierte 2014, Luxemburger seien Diebe, die das Steuergeld ihrer Nachbarn stehlen. Luxemburg werde jedoch „niemals darauf verzichten, sich als Steueroase zu betätigen – weil es nichts anderes zu bieten hat.“ Wie Griechenland lebe es als strukturschwaches Land von „Transfers von außen“.
Der Satiriker Christian Ehring charakterisierte 2014 das „nette kleine“ Luxemburg als „Uli Hoeneß als Land“, und als Eldorado der Steuervermeidung von „Steuerkünstlern“.

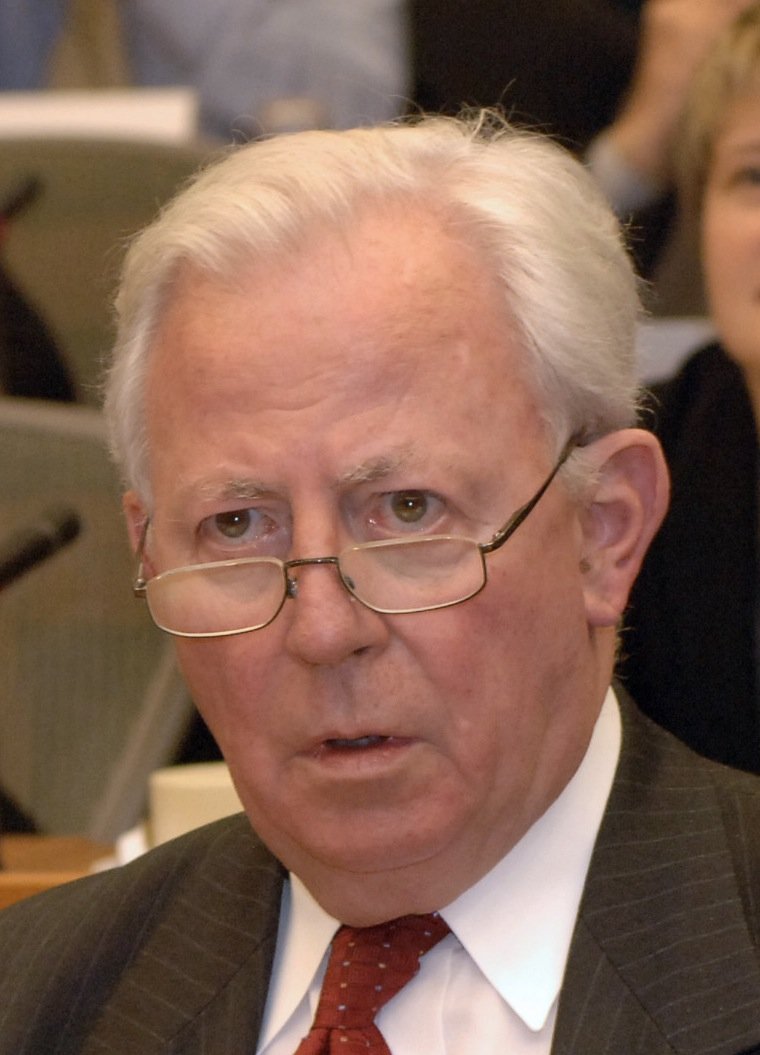
Jacques Santer, Finanzminister bis 1989, Schatzminister bis 1995

### Chronik der finanzpolitischen Entwicklung (1970er und 1980er Jahre)
- 1972: Die in Luxemburg registrierte Bank of Credit and Commerce International (BCCI) wird gegründet.
- 1975: Die BCCI wird zur „Drogenbank“; sie kauft die kolumbianische Banco Mercantil in Bogotá.[17]
- 1977: Mitglieder der EWG verpflichten sich zum automatischen Austausch von Steuerbescheiden, auch von Vorbescheiden („rulings“). Keines der Mitgliedsländer setzt bis 2015 den Beschluss um.
- 1982: Die Luxemburger Filiale der Banco Ambrosiano wird von der Insolvenz der Hauptbank in Mitleidenschaft gezogen. Der Spiegel kommentiert, in dem Kleinstaat, „der in den vergangenen Jahren mehr und mehr zu einer der wichtigsten Kapitaldrehscheiben der westlichen Welt wurde“, verursache die Pleite der italienischen Bank „beträchtliche Aufregung“. Bundesbank-Präsident Karl Otto Pöhl sehe in den Vorfällen „eine gefährliche Lücke im internationalen Bankennetz“: Es sei längst überfällig, dass die Luxemburger Banken enger an die Mütter gebunden würden.[18] Etwa 1,4 Milliarden Dollar hatten die Banco Ambrosiano und die Luxemburger Holding „mit Hilfe von Garantie-Briefen des IOR auf den europäischen Geldmarkt gepumpt.“ Das Geld sei allmählich verschwunden, „ähnlich unerklärlich wie Schiffe im Bermuda-Dreieck; Briefkastenfirmen zwischen Panama und den Bahamas halfen beim Inkasso der Milliarde.“[19]
- Juli 1988: Vermögenswerte Manuel Antonio Noriegas werden von einem Luxemburger Konto aus transferiert.[20]

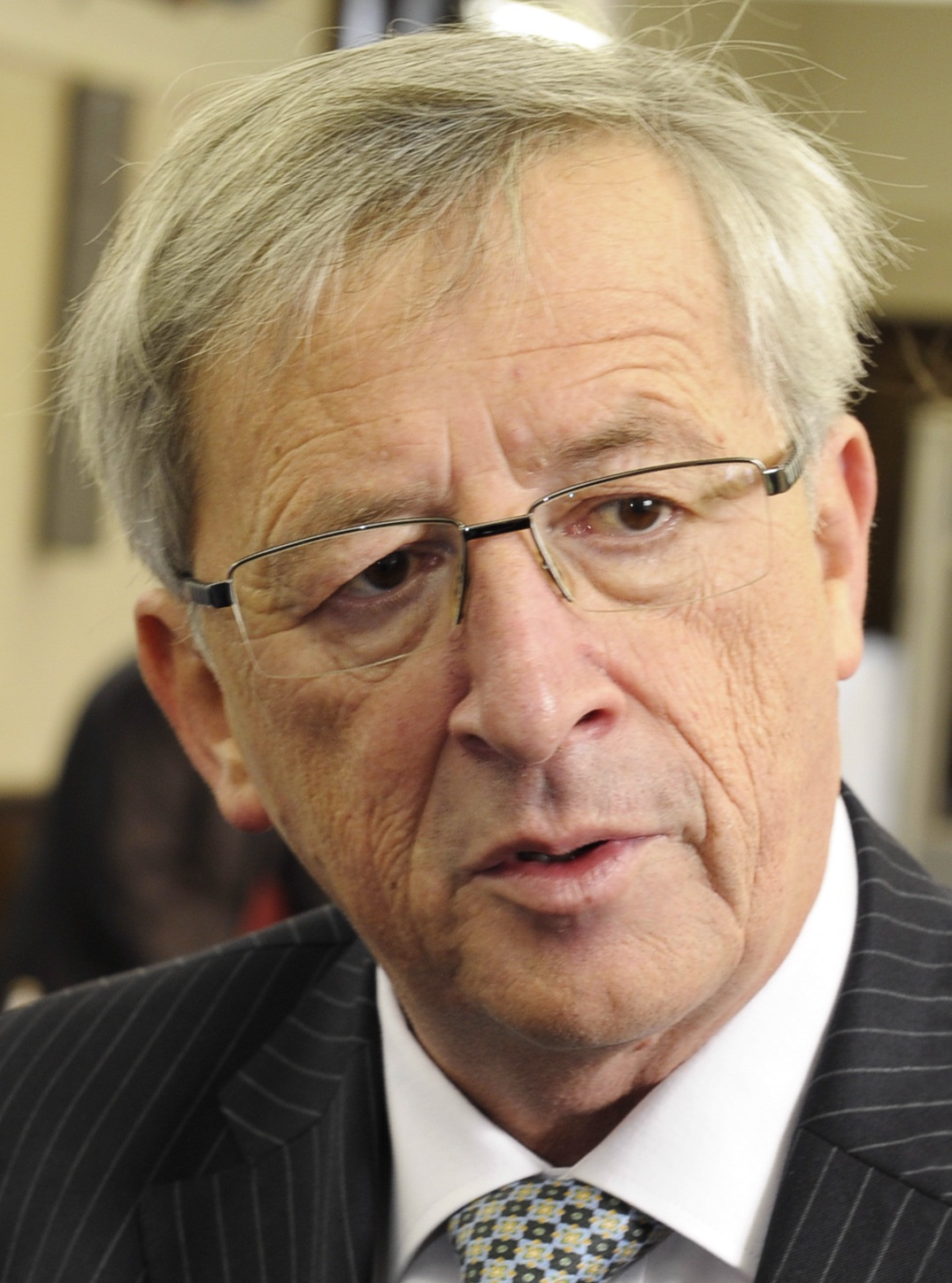
Jean-Claude Juncker (2010)

### Unter Finanzminister Juncker (1989–1994)
- 1989: Drogengelder Pablo Escobars werden auf Luxemburger Konten eingefroren. Auch der Drogenboss Jose Rodriguez Gacha besitzt ein Konto in Luxemburg.[20]
- 1989: RWE transferiert Gewinne an ihre Tochtergesellschaft in Luxemburg.
- 1991: Jean-Claude Juncker führt eine Steuer für Holdings in Höhe von 0,5 % ein.
- 1991: Theo Waigels Ankündigung einer Zinsabschlagsteuer in Deutschland führt zu einem Transfer von Vermögen auf frisch gegründete Zweigstellen deutscher Banken in Luxemburg.[21]
- 5. Juli 1991: Zusammenbruch der Bank of Credit and Commerce International (BCCI), einer Holding mit Sitz in Luxemburg. Die Bankenaufsicht sieht keinen Grund für Vorwürfe. Die Zeit zitiert Pierre Jaans, den Leiter des Institut Monetaire: „Bankenaufsicht ist ein Geschäft unter ehrlichen Leuten, das läuft nicht unter der Annahme, dass man es mit Kriminellen zu tun hat.“[22] Auch die EG könne oder wolle nicht helfen, kommentieren Thomas Hanke und Wilfried Kratz. „Zwar erläßt sie gemeinsame Vorschriften für Finanzinstitute, doch ist die Anwendung nicht ihre Sache. Die EG-Gesetzgebung in Sachen Finanzdienstleistungen steht außerdem ganz im Zeichen der Liberalisierung des EG-Marktes. Nur das absolute Minimum an neuen, gemeinsamen Regeln soll geschaffen werden.“ Ein Mitarbeiter der Bundesbank äußert jedoch die Hoffnung, dass der Trend zur Lockerung der Aufsichtsregeln durch den Fall BCCI gebremst werden könne.[23] Der Spiegel schreibt, das Großherzogtum Luxemburg müsse sich erneut die Frage gefallen lassen, „ob es überhaupt eine funktionsfähige Bankenaufsicht hat. Und in Washington geht die Angst um vor einer angeblich langen Liste amerikanischer Politiker, deren Protektion sich BCCI erkauft haben soll.“[17] Erst 2013 wird der „Scherbenhaufen“ endgültig beseitigt.[24]
- März 1993: Holger Pfahls erhält in der Leuna-Affäre Schmiergeldzahlungen auf zwei Luxemburger Konten, nachdem er 1992 mit Hilfe des luxemburgischen Treuhänders Bernard Ewen mehrere Schein- oder Briefkastenfirmen gegründet hatte.[25] In den folgenden Jahren wird ein komplexes Netzwerk aufgebaut.[26][27]
- 1994: Die Einführung einer Quellensteuer führt zu einer Kapitalflucht aus Deutschland in Höhe von 50 Mrd. Mark nach Luxemburg.[28]
- Januar 1994: Durchsuchungen von deutschen Zweigstellen der Dresdner Bank wegen mutmaßlichem Transfer von Schwarzgeldern.[29]

### Unter Premier Juncker (1995–2013)
- 29. Juni 1995: Der Zusammenbruch der BCCI führt zur Verabschiedung der BCCI-Folgerichtlinie, die eine verstärkte Beaufsichtigung, Transparenz und den Austausch von Informationen zwischen nationalen Aufsichtsbehörden vorsieht.[30]
- 1997: Eine „Schmiergeldgang“ der Automobilindustrie um Ignacio Lopez kassiert von Zulieferern Hunderte von Millionen Mark. Die Gelder laufen teilweise über Luxemburger Scheinfirmen und Nummernkonten.[31]
- 1997 verfasste Jeannot Krecké im Auftrag des Premierministers Jean-Claude Juncker einen Bericht über Steuerbetrug in Luxemburg. In der veröffentlichten Version fehlte jedoch eine Seite zur Praxis der Steuervorbescheide („Tax Rulings“) in Büro 6 (Marius Kohl), mit denen Unternehmen auf Kosten der Nachbarländer Steuern vermeiden konnten. Der Spiegel stellt dar, dass Claude Juncker behauptete, dieses Seite nicht gekannt zu haben. Dies habe Krecke im September 2015 als unwahr bezeichnet: „Ich kann bestätigen, dass ich Herrn Juncker im April 1997 eine öffentliche und eine persönliche Version meines Reports übergeben habe“, schrieb Krecké in einer E-Mail an Spiegel Online. Die „persönliche Version“ Junckers enthalte die brisante Seite, nicht aber die veröffentlichte Fassung, weil man eine Diskussion in Europa vermeiden wollte.[32][33]
- 1998–2007: Schmiergeldzahlungen in der Siemens-Bestechungs-Affäre und von anderen deutschen Konzernen in Brasilien werden durch brasilianische Abgeordnete angezeigt.
- 1999: Eine interne Studie zu Steuerpraktiken wird von der Code of Conduct Group des Rates der Europäischen Union in Auftrag gegeben. Die Ergebnisse werden nie veröffentlicht.[34]
- 2002: Eurostat-Skandal: Der Spiegel stellt dar, dass ein großer Teil von Korruptionsgewinnen in einem System zur „Plünderung der EU-Kassen“ über Schwarzkonten gewaschen wurden, die wie Eurostat selbst teilweise in Luxemburg angesiedelt waren. Die EU-Kommission wird dafür kritisiert, den Skandal nicht ernsthaft aufdecken zu wollen.[35]
- 2003: Vereinbarung mit Amazon, nach der seine europäischen Gewinne nur in Luxemburg mit einem geringen Wertansatz verrechnet werden.[36]
- 2005: Cum/Ex-Deals, oft über Luxemburg, beginnen einen erheblichen Umfang anzunehmen. Das Steuererstattungsmodell wird 2012 unterbunden und durch Cum/Cum ersetzt.[37]
- 2005 wird in der Volkswagen-Bestechungsaffäre deutlich, dass ein „dubioses Netzwerk“ von Firmen in Luxemburg und anderen Ländern existiert.[38]
- 1. Juli 2005: In-Kraft-Setzung der 2003 beschlossenen EU-Zinsrichtlinie, mit der ausschließlich ausländische Zinserträge, aber keine anderen Anlageformen wie Aktien erfasst werden[39]; Luxemburg wendet die Richtlinie nicht an, das strikte Bankgeheimnis wird beibehalten, außerdem ist die Richtlinie stellenweise offen für weitere Steuervermeidungsstrategien.[39] Anstelle der Zinsrichtlinie erhebt Luxemburg eine pauschale Quellensteuer von 20 %, ab 1. Juli 2011 35 %, und führt drei Viertel davon anonym nach Deutschland ab.[39]
- 2006: Die EU möchte die Gewinne von Unternehmen wie Amazon dort versteuern, wo sie entstehen. Juncker gelingt es 2008, die Anwendung dieser Regelung für Luxemburg auf die Jahre 2015 bis 2019 zu verschieben.[40] Der Versuch Luxemburgs, den Vertragstext selbst zu verändern, wird durch den deutschen Finanzminister Hans Eichel verhindert.[41]
- 9. Juni 2006: Die europäische Kommission verlangt nach fünfjährigen Verhandlungen, das Gesetz der Steuerbefreiung für Holdings abzuschaffen, die gemäß dem luxemburgischen Gesetz vom 31. Juli 1929 von der Einkommensteuer ausgenommen sind. Das Gesetz widerspricht dem Art. 87 (ex 92) des EG-Vertrags[42] von 1957.[43]
- 2007: Dolce Gabbana-Skandal; Steuerhinterziehung 2004 und 2005 über die Tarnfirma „Gado“ in Luxemburg.[44]
- 11. Mai 2007: Gesetz, das auf die Verwaltung des privaten Vermögens von natürlichen Personen abzielt, Verwaltungsgesellschaft für Familienvermögen (SPF). Um eine absolute „steuerliche Neutralität“ zu gewährleisten, unterliegt eine SPF weder der Körperschaftsteuer noch der kommunalen Gewerbesteuer und der Vermögensteuer. Aufgrund dieser Steuerbefreiung sind die von Luxemburg abgeschlossenen Doppelbesteuerungsabkommen auf eine SPF nicht anwendbar.
- 1. Januar 2008: Patent- und Lizenzbox, eine Steuerbefreiung von 80 Prozent aus der Nutzung oder dem Recht der Nutzung von geistigem Eigentum.[45]
- März 2009: Luxemburgs Vertreter reagieren verärgert, als Luxemburg beim G-20-Treffen in London trotz eines noch abgegebenen Versprechens auf Lockerung seines Bankgeheimnisses[46] auf die „graue Liste der Steueroasen“ der OECD gesetzt wird.[47] Juncker verbittet sich Einmischungen Deutschlands in die inneren Verhältnisse Luxemburgs und vergleicht Äußerungen Franz Münteferings mit der Nazizeit.[48]
- April 2009: Die OECD führt auf Drängen der großen Industrie- und Schwellenländer schwarze, graue und weiße Listen von Ländern ein, um die Steuerflucht zu kontrollieren.[49]
- April 2009: In Deutschland droht der Gesetzentwurf von Finanzminister Peer Steinbrück gegen die Steuerhinterziehung über Steueroasen – mit einer Auskunftspflicht über Geschäftskontakte zu Steueroasen – in der großen Koalition an Vorbehalten von CDU/CSU zu scheitern, da Steinbrück den „ehrlichen Steuerzahler in Geiselhaft nehmen und mit Auflagen, Bürokratie und Drangsalierungen bedrängen“ wolle.[50]
- Mai 2009: Der deutsche Finanzminister Peer Steinbrück vergleicht Luxemburg als Steueroase mit Burkina Faso und wird deshalb von Jean Asselborn wegen Überheblichkeit gerügt. Asselborn beschwert sich bei Außenminister Frank-Walter Steinmeier über Steinbrück.[47]
- 8. Juli 2009: Durch Abschluss von zwölf Doppelbesteuerungsabkommen wird Luxemburg als erstes Land[51] wieder von der grauen Liste gestrichen, auch wenn eine Einigung mit Deutschland noch ausstand.[46][49] Deutschland fordert Änderungen im Vergleich zu den bisherigen zwölf Abkommen.[51]
- 13. Oktober 2010: Entwendung der Lux-Leaks-Dokumente durch Antoine Deltour, Anzeige von PricewaterhouseCoopers (PwC) gegen Unbekannt.
- 31. Dezember 2010: Luxemburg verzichtet auf Druck der Kommission auf die weitere Anwendung des Gesetzes von 1929 über Steuervergünstigungen in Luxemburg für Finanzholdings. Bis zum 1. Januar 2011 besteht für die betroffenen Gesellschaften eine Übergangsregelung, bevor sie voll steuerpflichtig werden.
- Herbst 2011: Siemens erhält Hinweise auf ein schwarzes Konto für Schmiergeldzahlungen in Luxemburg; die Ermittlungen im Schmiergeldskandal beginnen.[52]
- 2012: Das Steuerschlupfloch für CumEx-Deals wird sieben Jahre nach seiner Einführung geschlossen und durch Cum-cum ersetzt.
- 30. Oktober 2012: Das Vermögen des nigerianischen Diktators Sani Abacha in luxemburgischen Tarnfirmen wird konfisziert.[53]

### Unter Finanzminister Gramegna (ab 2013)

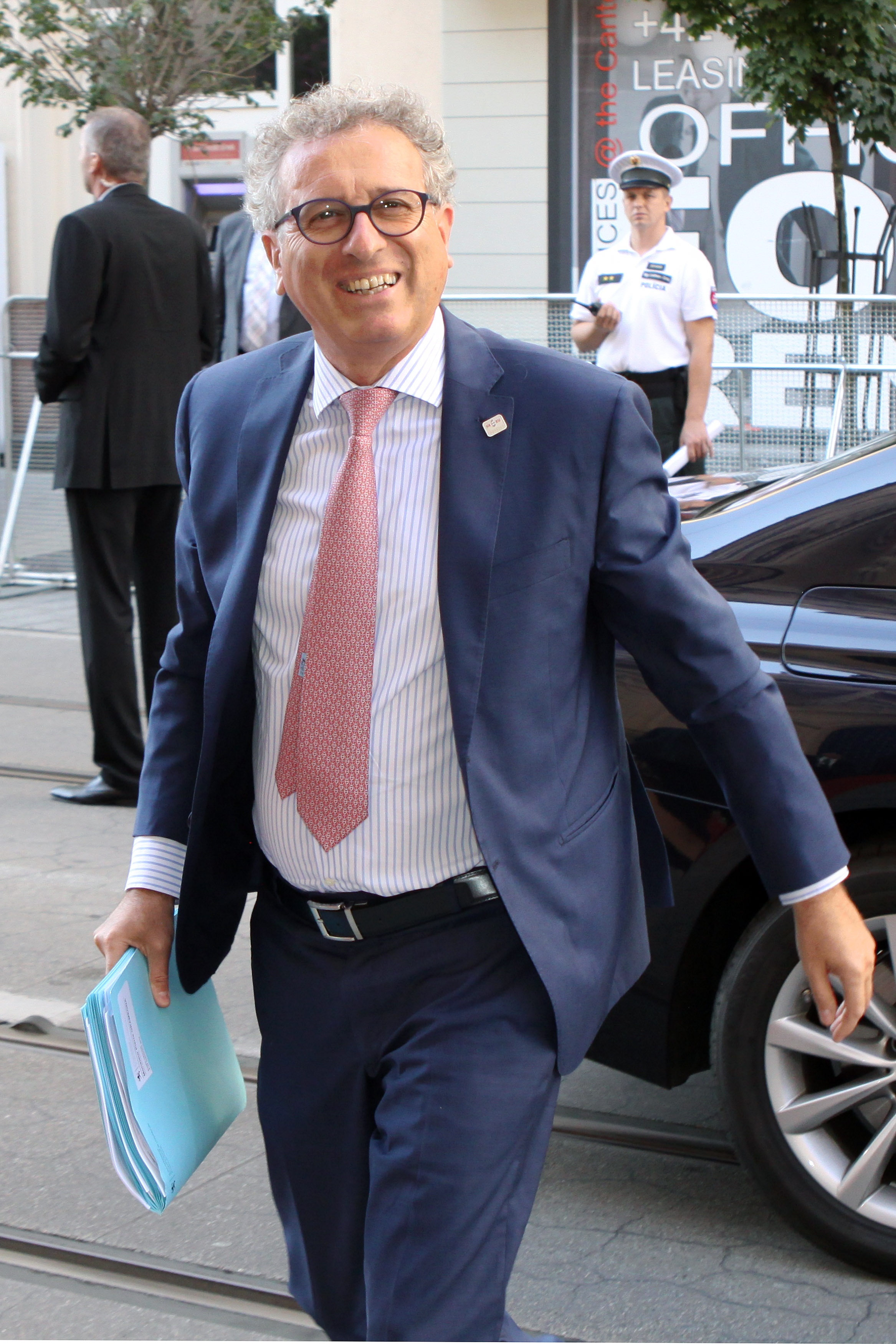
Pierre Gramegna

Das U.S. Bureau of Economic Analysis meldet für 2013 416 Milliarden Dollar Direktinvestitionen US-amerikanischer Unternehmen, 80 Prozent davon aus Holdinggesellschaften.
- 1. Januar 2014: Luxemburg verpflichtet sich, Zinseinkommen zu melden, ab 2017 auch andere Einkünfte.[36]
- Mai 2014: Großherzog Henri von Luxemburg weiht den Freeport ein, ein Depot in Flughafennähe zur steuerfreien Lagerung von Sachwerten, Kunstwerken (Vermeidung von Mehrwertsteuer beim Kauf) bis Goldbarren (z. B. wegen Erbschaftssteuer).[36]
- 1. November 2014: Jean-Claude Juncker wird Präsident der Europäischen Kommission. Ein gegen ihn beantragtes Misstrauensvotum findet am 27. November im Europaparlament keine Mehrheit.
- 24. Februar 2015: Razzia bei der deutschen Commerzbank.[54]

## Die veröffentlichten Dokumente

### Sichtung und Veröffentlichung
Ende April 2014 begannen 80 Journalisten aus 26 Ländern mit der Sichtung der fast 28.000 Seiten vertraulicher Dokumente, die überwiegend aus Beständen des Beratungsunternehmens PricewaterhouseCoopers (PwC) Luxemburg stammen.
Bei den Dokumenten handelt es sich um Steuervereinbarungen, Steuererklärungen und sonstige Dokumente. Die Sichtung und Recherche wurde vom International Consortium of Investigative Journalists (ICIJ) international koordiniert und durch das Center for Public Integrity finanziert. PricewaterhouseCoopers sagte, die Dokumente seien großteils 2010 entwendet worden. Damals habe man Anzeige gegen Unbekannt erstattet.

### LuxLeaks 1
Anfang November 2014 publizierten beteiligte Journalisten in einer Vielzahl von europäischen Medien die Ergebnisse der Dokumentensichtung und Recherchen. Gleichzeitig veröffentlichte das ICIJ einen Teil der Dokumente im Internet: 548 Steuervereinbarungen und 16 andere Dokumente wie z. B. Steuererklärungen.
An der Dokumentenauswertung und den Recherchen beteiligt waren neben dem NDR und dem WDR unter anderem die Zeitungen Süddeutsche Zeitung (Deutschland), Tages-Anzeiger (Schweiz), The Guardian (Großbritannien) und Le Monde (Frankreich) sowie Dutzende weitere Medien.
Journalisten oder Medienunternehmen aus Luxemburg waren an den Veröffentlichungen nicht beteiligt.

### LuxLeaks 2
Am 9. Dezember 2014 veröffentlichte ICIJ Namen von etwa 30 weiteren Großkonzernen, die von den Steuervermeidungsmodellen Luxemburgs profitiert hatten. Diese zweite Welle wird als „LuxLeaks 2“ bezeichnet, da sie die ersten Veröffentlichungen vom November 2014 ergänzen.

### Steuervereinbarungen
Die veröffentlichten 548 Steuervereinbarungen zwischen Luxemburger Behörden und internationalen Konzernen wurden von PricewaterhouseCoopers (PwC) zwischen 2002 und 2010 erarbeitet. PwC sicherte den Unternehmen schriftlich zu, dass die Steuermodelle von den Luxemburger Behörden abgesegnet würden. Grundlage der von PricewaterhouseCoopers genutzten Steuermodelle ist unter anderem die in Luxemburg geltende 80-prozentige Steuerbefreiung für Gewinne aus geistigem Eigentum.
Auf Antrag erteilt das luxemburgische Finanzministerium im Voraus eine amtliche Bestätigung, dass das Steuerkonstrukt bei Abgabe der Steuererklärung wohlwollend geprüft und zu einem bestimmten (niedrigen) Steuersatz besteuert werden wird. Diese Steuerkonstrukte sind in Luxemburg legal, können aber im Einzelfall gegen ausländisches Steuerrecht verstoßen z. B. als steuerlich motivierte Verrechnungspreise. Ein Konzern kann den Luxemburger Behörden einen Vorschlag zu der Struktur einer Holding auch dann machen, wenn diese noch nicht existiert. Auf diese Weise kann eine Firma herausfinden, wie der Steuerbescheid in Zukunft zusammengesetzt sein wird. Wenn die vorgeschlagene Struktur dann nicht abgenommen wird, kann diese geändert werden. Nachdem eine Holding-Struktur einmal genehmigt ist, gilt die Genehmigung für fünf Jahre.
Die Steuervereinbarungen enthalten Offshore-Beteiligungen u. a. in Luxemburg. Diese komplexen Modelle laufen darauf hinaus, dass Gewinne, die außerhalb Luxemburgs erwirtschaftet werden, nach Luxemburg verlagert werden, weil sie dort nur zu einem Bruchteil versteuert werden müssen. Der britische investigative Journalist und ehemalige Steuerfahnder Richard Brooks kommt zu dem Schluss, dass die Modelle zumeist wie folgt ablaufen (hier am Beispiel Pearson plc):
1. Ein Konzern gibt seiner Luxemburger Niederlassung Kapital (a).
2. Diese macht eine Kapitaleinlage in eine Tochtergesellschaft in Luxemburg (b),
3. Diese Tochtergesellschaft verleiht das Geld an eine Konzerntochter z. B. in den USA, Deutschland etc. und erhält dafür in großem Umfang Kreditzinsen (c).

In Absprache zwischen PwC und Marius Kohl von der Luxemburger Steuerverwaltung wurde die unverzinsliche konzerninterne Geldverschiebung (a) als fiktiver Kredit behandelt, obwohl es weder eine Kreditvereinbarung gibt noch Kreditzinsen gezahlt wurden. In Luxemburg steuerbares Einkommen entstand deshalb nur in Höhe der Kreditzinsen aus (c) abzüglich eines fiktiven Kreditzinses aus (a).
Dies führt zu dem Ergebnis:
1. In Luxemburg wird nur ein Bruchteil der tatsächlich gezahlten Kreditzinsen (hier 0,06 %) als steuerbares Einkommen versteuert.
2. In den USA, Deutschland etc. mindern die Kreditzinsen in voller Höhe (100 %) das steuerbare Einkommen.[63]

Eine weitere Variante ist die Verschiebung von Lizenzen innerhalb des Unternehmens und die anschließende Zahlung von Lizenzgebühren an eine Finanztochter desselben Unternehmens.
In vielen Fällen sei die wirtschaftliche Aktivität und personelle Präsenz des Unternehmens in Luxemburg sehr gering, obwohl hunderte Millionen Euro dort verwaltet werden. Beispielsweise beherbergt eine einzelne beliebte Adresse, die 5, rue Guillaume Kroll, mehr als 1600 Firmen. Die E.ON SE mit Hauptsitz in Düsseldorf hatte zum Beispiel laut der Bilanz aus dem Jahr 2011 in ihrer Luxemburger Tochterfirma „Dutchdelta Finance S.à r.l.“ außer ihrem Geschäftsführer keine Angestellten, verwaltete aber mehrere Milliarden Euro. 2008 wurden etwa 33 Milliarden Euro als Zugänge bilanziert. Der Geschäftsführer, Paul de Haan, leitet mehrere Firmen in Luxemburg. Sein Beruf ist es laut NDR „Firmenablegern in Luxemburg eine eigene Präsenz zu geben“. Die Geschäftsadressen von Dutchdelta und de Haans Beratungsunternehmen, Intruma Corporate Services, sind identisch (Boulevard Prince Henri 17). E.ON ließ schriftlich mitteilen, dass Dutchdelta eigenständig arbeite und in der Luxemburger Niederlassung alle geschäftlichen Belange auch vor Ort bearbeitet würden. Die Steuerfahndung in Frankfurt am Main geht jetzt der Frage nach, ob es sich bei Dutchdelta um eine Briefkastengesellschaft handelt.
Ansprechpartner von PwC
PwC hatte einen direkten Ansprechpartner – Marius Kohl – den Leiter des Luxemburger Steueramts „Sociétés 6“. Kohl war für die Beurteilung und Bewilligung der „Rulings“ zuständig, wie die Abkommen zwischen dem Staat Luxemburg und den internationalen Konzernen genannt werden. Die Berater von PwC stellten Kohl im Auftrag ihrer Kunden die Pläne der Unternehmen persönlich vor. In der Regel wurde dann nach ein bis zwei Treffen ein schriftlicher Antrag vorgelegt. Dieser wurde dann noch am selben Tag durch Kohl positiv beschieden. Die Luxemburg-Leaks belegen, dass Kohl in seiner 22-jährigen Amtszeit für die Bearbeitung alleine zuständig war und in der Spitze 54 Anträge an einem einzelnen Tag positiv beschied. Kohl wurde im Jahr 2013 pensioniert.

### Beteiligte Unternehmen

#### Big Four
Im Jahr 2013 waren die „Big Four (Wirtschaftsprüfungsgesellschaften)“ Gegenstand einer Untersuchungskommission des britischen Parlaments. Die Kommission stellte fest, dass PwC unter anderem Steuermodelle verkauft, bei welchen das Risiko, dass diese als nicht gesetzeskonform einzustufen seien, 75 Prozent betrage. Die Einschätzung basiert auf einer Aussage eines Senior-Beraters bei PwC.

#### Großkonzerne
Von den Steuervereinbarungen profitierten gemäß Medienberichten unter anderem Google, Apple, Amazon, FedEx, IKEA, PepsiCo, Heinz, Procter & Gamble und die DAX-Konzerne Deutsche Bank, E.ON und Fresenius Medical Care.
- Die Deutsche Bank ist in Luxemburg und anderen Steueroasen[71][72] mit Fondsgesellschaften ansässig. Über die Fonds werden Geschäfte mit Immobilien in Europa abgewickelt, ohne dass dabei nennenswerte Steuern anfallen.
- Der Energiekonzern E.ON und das Gesundheitsunternehmen Fresenius Medical Care vergeben über Tochtergesellschaften in Luxemburg Kredite an andere Töchter außerhalb Luxemburgs. Fresenius Medical Care gab selbst an, pro Jahr so fast eine Million Euro Steuern zu sparen. Die Konzerntöchter von E.ON überwiesen Zinsen nach Luxemburg, was die Gewinne der Unternehmen außerhalb Luxemburgs und damit die Steuerlast des Unternehmens insgesamt senkte.[55]

## Konsequenzen
Neben der Legalität stellt Prem Sikka, Professor für Rechnungswesen an der University of Essex, angesichts der bekannt gewordenen Vorgehensweisen auch die Glaubwürdigkeit der beteiligten Unternehmen in Frage. Viele Unternehmen hätten Berichte über „Corporate Social Responsibility“ veröffentlicht, ohne zugleich auf ihre Strategien zur Steuervermeidung einzugehen. Luxemburg-Leaks offenbare die „organisierte Heuchelei“ moderner Unternehmen.
Die Tätigkeit der Steuerberatungsgesellschaften wurde von Sikka als Ausdruck einer „organisierten Steuervermeidungsindustrie“ beschrieben, die von vier Unternehmen dominiert werde: Deloitte, Pricewaterhouse Coopers, KPMG und Ernst & Young („Big Four“).
Im Zuge der durch die Veröffentlichung ausgelösten Diskussion kam vor allem der gerade eingesetzte Präsident der Europäischen Kommission Jean-Claude Juncker in die Kritik. Juncker war von 1989 bis Juli 2009 Finanzminister und von 1995 bis Dezember 2013 Premierminister Luxemburgs. Die EU-Kommission untersucht Steuerpraktiken und Steuergesetze, für die Juncker in seinen damaligen Ämtern Verantwortung trug. Bei Antritt seines neuen Amts hatte Juncker zudem angekündigt, die Glaubwürdigkeit der europäischen Politik wiederherstellen zu wollen; durch die Affäre wird aber vielfach seine eigene Glaubwürdigkeit in Frage gestellt. Vor dem Hintergrund der Veröffentlichungen um die Luxemburg-Leaks wurde diskutiert, ob sich aus dieser Situation ein Interessenkonflikt für den EU-Kommissions-Präsidenten ergibt.

### Reaktion Luxemburgs
Der Luxemburger Politiker Frank Engel, Mitglied im EU-Parlament für die Regierungspartei (CSV), brachte die Problematik in einem Interview mit BBC Radio 4 auf diesen Punkt: „Wir lassen uns nicht gern ‚Steuerparadies‘ nennen. Wir erlauben multinationalen Konzernen, sich bei uns niederzulassen, um symbolische Steuern zu zahlen. Wenn wir das nicht tun, werden es andere tun.“
Luxemburg verweist darauf, dass die meisten Praktiken legal und in anderen Ländern der EU und weltweit mindestens ebenso verbreitet sind, darunter vor allem in Großbritannien und Deutschland. Der Global Financial Secrecy Index zeigt auf, dass Luxemburg im Volumen der Geldgeschäfte weit hinter anderen Ländern liegt. Der Anteil nichtversteuerter Geldanlagen in Deutschland wird von Markus Meinzer auf drei Billionen Euro geschätzt.
Auch der luxemburgische Ministerpräsident Xavier Bettel vertritt die Auffassung, dass das, was in Luxemburg geschehen ist, legal sei.
Das Tax Justice Network (TJN) hält es dagegen aus verschiedenen Gründen für unsinnig, diese Steuersparmodelle „legal“ zu nennen.
- Erstens sei die Behauptung Luxemburg hat keine internationalen Steuergesetze gebrochen unsinnig, weil es gar keine internationale „Weltfinanzordnung“ und keine „Weltsteuerbehörde“ gebe. Es existieren somit einfach keine Gesetze, die Luxemburg brechen könne. Ohne Recht gebe es also auch keinen Rechtsbruch. Die Luxemburger Praktiken seien also weder illegal noch legal – sondern geschehen in einem rechtsfreien Raum. Lediglich die OECD könne Richtlinien aufstellen, was aber nicht mit Gesetzen vergleichbar sei.
- Zweitens habe Luxemburg ein Geschäftsmodell daraus entwickelt, Steuervereinbarungen zu verkaufen, welche internationalen Unternehmen dazu dienten, internationale Steuerrichtlinien und nationale Steuergesetze zu umgehen. Es sei daher eine sehr gestörte Sicht der Dinge zu sagen, Luxemburg habe keine internationalen Steuerregeln verletzt.
- Drittens hätten die Luxemburg Leaks bewiesen, dass Luxemburg nicht nur Steuermodelle, sondern auch deren Geheimhaltung verkaufe.[85]

### Ermittlungen deutscher Finanzämter
Parallel zu den Luxemburg Leaks stellten Spezialisten der Finanzämter in Nordrhein-Westfalen und Mitarbeiter der „Ermittlungsgruppe organisierte Kriminalität und Steuerhinterziehung“ (EOKS) Ermittlungen zur Steuerhinterziehung deutscher Privatpersonen und Unternehmen via Luxemburg an. Im Fokus der Ermittlungen stand die Commerzbank, welche im Februar 2015 durchsucht wurde. Luxemburg lehnte 2014 ein Ersuchen der deutschen Behörden nach Rechtshilfe ab.

### Maßnahmen innerhalb der EU zur Unternehmensbesteuerung

#### Pläne der Europäischen Kommission

##### Steuertransparenzpaket März 2015
Die erste Handlung der Kommission war ein Steuertransparenzpaket, das Pierre Moscovici am 18. März 2015 vorlegte. Es enthielt hauptsächlich ein System automatischen Austauschs von Informationen über advance tax ruling zwischen den Finanzverwaltungen der Mitgliedstaaten. NGOs und Mitglieder des Parlaments hielten diese Maßnahmen von Anfang an für unzureichend, da keine Veröffentlichung der Steuervereinbarungen erwartet wird.
Die Erläuterungen zur Durchführung des Pakets nennen die Vorgänge um Luxleaks als Hauptmotiv der Entschließung der Kommission. Daher fürchten einige EU-kritische Politiker, dass die Kommission LuxLeaks instrumentalisieren wird, um eine Steuerharmonisierung durchzusetzen.
Im Oktober 2015 bewerteten europäische Finanzminister das System des automatischen Informationsaustauschs, ohne dabei die Europäische Kommission oder die Öffentlichkeit über die Ergebnisse ihrer Beratung zu informieren.

##### Verstoß gegen EU-Beihilfevorschriften
Die Europäische Kommission prüft in drei Fällen (Starbucks, Apple, Fiat), ob europäisches Recht verletzt ist (Wettbewerbs- und Beihilferecht, ein harmonisiertes europäisches Unternehmensteuerrecht gibt es nicht), und hat im Fall Apple die irische Regierung, in deren Bereich ähnlich laxe Gesetze zur Steuervermeidung gelten, aufgefordert, die ausstehenden Steuern bei Apple einzutreiben.
Am 21. Oktober 2015 entschied die EU-Kommission, dass die Steuervorteile, die die Niederlande und Luxemburg multinationalen Konzernen gewährt hatten, illegale Beihilfen darstellen. Die zu wenig gezahlten Steuern müssen nachgezahlt werden, die Finanztochter von Fiat in Luxemburg muss beispielsweise 20 bis 30 Millionen Euro nachzahlen. EU-Wettbewerbskommissarin Margrethe Vestager erklärte: „Steuervorbescheide, die die Steuerlast eines Unternehmens künstlich verringern, stehen nicht mit den EU-Beihilfevorschriften im Einklang“, denn sie benachteiligen andere Unternehmen, die angemessene Steuern zahlen.

##### Aktionsplan Juni 2015/Januar 2016
Eine zweite Entschließung erfolgte am 17. Juni 2015 mit der Vorlage des Aktionsplans „zur grundlegenden Reform der Unternehmensbesteuerung in der EU“. Ziel der Maßnahmen ist es, „die steuerlichen Rahmenbedingungen für Unternehmen in Europa gerechter, effizienter und wachstumsfreundlicher [zu] gestalten und diese damit erheblich [zu] verbessern.“ Pierre Moscovici sagte zur Einführung dieses Aktionsplans „Corporate taxation in the EU needs radical reform [and] everyone must pay their fair share“.
Der Plan sieht vor, die Common Consolidated Corporate Tax Base zu erneuern, vier Jahre, nachdem der vorherige Versuch von Mitgliedsstaaten abgelehnt worden war. Teil des Planes sind auch Maßnahmen um effektive Besteuerung von Firmen in den Ländern durchzusetzen, wo ihre Gewinne erzielt werden. Die Kommission listete außerdem die 30 wichtigsten Steuerparadiese außerhalb der EU auf. NGOs drückten ihren Zweifel daran aus, dass der Plan tatsächlich die Gewinnverlagerung multinationaler Firmen beseitigen könne. Sie unterstrichen außerdem, dass es am Willen fehle, das Problem schnell in Angriff zu nehmen.
Die Kommission verabschiedete den Aktionsplan am 27. Januar 2016, der Maßnahmen gegen Steuervermeidung vorsah, darunter den automatischen Austausch von wichtigen Informationen hinsichtlich der Aktivitäten der Multis. Zur Umsetzung muss dieser Plan jedoch von allen Mitgliedsstaaten ausnahmslos angenommen werden. Der Aktionsplan wurde bereits von Steuerfachverbänden als zu schwaches Mittel gegen die Steuervermeidung bewertet.
Am 12. April 2016 wurde ein neuer Plan vorgelegt. Eine Studie des Europäischen Parlaments geht von Steuerverlusten zwischen 50 Milliarden und 70 Milliarden Euro aus.
Im Juni 2016 vereinbarten die Mitgliedsstaaten ein gemeinsames Vorgehen gegen Steuervermeidungsmethoden. Einigkeit konnte jedoch nur dadurch erzielt werden, dass man Ausnahmen und eine zeitliche Dehnung der Umsetzung beschloss, die die Wirksamkeit der Vereinbarung vermutlich schwächen werden.

##### Gemeinsame Besteuerungsgrundlage Oktober 2016
Im Oktober 2016 schlug die Kommission eine gemeinsame Besteuerungsgrundlage für alle in der EU operierenden Firmen vor.

#### Maßnahmen des Europäischen Parlaments
Zur Untersuchung der Vorgänge wurde ein Sonderausschuss des EU-Parlaments („TAXE committee“) eingesetzt. Ein Untersuchungsausschuss, welcher im Unterschied dazu mit mehr formellen Rechten ausgestattet gewesen wäre und besseren Zugang zu Dokumenten der Mitgliedstaaten gehabt hätte, kam nicht zustande.
Der Sonderausschuss wurde am 12. Februar 2015 eingesetzt und arbeitete ein halbes Jahr. Nach Aussage eines Mitglieds wurde in den ersten beiden Monaten diskutiert, welche Akten angefordert werden sollten. Eine interne Studie aus dem Jahr 1999, in der der Rat der Europäischen Union unfaire Steuerpraktiken untersuchen ließ, wurde dem Ausschuss nicht zugänglich gemacht. Sein Berichterstatter, Michael Theurer, urteilte am 6. Mai 2015, die Arbeit des Sonderausschusses werde ad absurdum geführt.
Anfang September 2016 erklärten über 100 Mitglieder des EU-Parlaments auf Initiative des deutschen Abgeordneten Fabio De Masi in einen offenen Brief ihre Solidarität mit den beiden Whistleblowern Deltour und Halet.

## Strafverfahren in Luxemburg gegen Enthüller und Whistleblower

### Anklage
Im Dezember 2014 wurde angekündigt, dass die Staatsanwaltschaft Anklage gegen Antoine Deltour erheben werde.
Am 23. April 2015 teilte die Justizbehörde Luxemburgs mit, dass die Staatsanwaltschaft Anklage gegen drei Franzosen erhebe: Edouard Perrin, Antoine Deltour und Raphaël Halet. Perrin hatte Mai 2012 als erster Journalist die Affäre aufgedeckt – in der Sendung Cash Investigation im größten öffentlich-rechtlichen Sender Frankreichs, France 2. Deltour und Halet sind ehemalige Mitarbeiter der Wirtschaftsprüfungsgesellschaft PwC.
Die Vorwürfe lauten unter anderem Datendiebstahl und Weitergabe von Geschäftsgeheimnissen. Den Angeklagten drohten Haftstrafen von bis zu zehn Jahren, während die Frage der politischen Verantwortung weiter ungeklärt blieb und die politisch Verantwortlichen kaum Folgen zu befürchten hatten.
Das ICIJ, das die Recherchen der an Luxemburg-Leaks beteiligten Journalisten koordiniert, verurteilte die Entscheidung der Staatsanwaltschaft nachdrücklich.

### Verfahren
Nach einem Jahr, am 26. April 2016, wurde das Verfahren eröffnet. Deltour, der unter dem Applaus von Dutzenden Unterstützern das Gericht betrat, war laut Staatsanwaltschaft die „Hauptquelle“ für den Journalisten Perrin. Deltour drohten zunächst eine Geldstrafe und bis zu zehn Jahre Haft.

### Unterstützung
Unterstützer halfen ihm finanziell und sammelten in einer Kampagne im Internet mehr als 175.000 Unterschriften für ihn. Unter den vielen prominenten Unterstützern der Angeklagten befand sich auch Frankreichs Finanzminister Michel Sapin, der am 26. April 2016 im französischen Parlament erklärte, Deltour hätte „das Gemeinwohl verteidigt“, und seine Solidarität mit dem Whistleblower bekundete: „Es ist ihm zu verdanken, dass wir diese Undurchsichtigkeit beenden konnten, welche den europäischen Ländern die genaue steuerliche Situation einer Reihe von großen Unternehmen in Luxemburg verschleierte“, fügte Sapin unter dem Applaus der Abgeordneten an.

### Urteil
Am 10. Mai 2016 forderte die Staatsanwaltschaft für Deltour und Halet neben einer Geldstrafe 18 Monate Haft; für Perrin wurde eine Geldstrafe gefordert. Am 29. Juni 2016 wurden Deltour zu einem Jahr und Halet zu neun Monaten Gefängnis sowie jeweils einer Geldbuße verurteilt (Deltour: 1.500 Euro). Die Haftstrafen wurden zur Bewährung ausgesetzt.
Das Gericht stellte zugleich fest, dass beide, würden sie die gleiche Tat heute begehen, aufgrund einer geänderten Gesetzeslage als Whistleblower unter Schutz stünden und somit nicht verurteilt würden. Perrin wurde freigesprochen.

### Berufungsverfahren
Sowohl Deltour und Halet als auch die Staatsanwaltschaft von Luxemburg legten Berufung gegen das Urteil ein. Die Luxemburger Justiz begründete ihre Entscheidung vor allem mit dem Freispruch für Perrin. Im März 2017 verringerte ein Berufungsgericht das Strafmaß. Deltour bekam sechs Monate Haft auf Bewährung und eine Geldstrafe von 1500 Euro, Halet eine Geldstrafe von 1000 Euro.

### Kassationsverfahren
Sowohl Deltour als auch Halet legten Kassationsrekurs ein. Am 11. Januar 2018 hob der Kassationshof Luxemburgs die Bewährungsstrafe gegen Deltour auf. Die geringere Strafe für Halet wurde dagegen aufrechterhalten.

### Verfahren vor dem EGMR
Halet legte nach diesem Urteil Beschwerde beim Europäischen Gerichtshof für Menschenrechte (EGMR) ein. Zuerst wurde das Urteil der luxemburgischen Vorinstanz bestätigt. Das Gericht stufte Halet zwar als Whistleblower ein, hielt die Geldstrafe allerdings für gerechtfertigt, da die von Halet veröffentlichten Dokumente im Gegensatz zu Deltours keine neuen Erkenntnisse brachten und somit nicht von ausreichendem öffentlichen Interesse waren, um den Schaden gegenüber seines Arbeitgebers zu rechtfertigen. Wegen des Urteils rief Halet die große Kammer des EGMR an, die im Februar 2023 das luxemburgische Urteil aufhob. Halets Veröffentlichungen seien sehr wohl wichtig für die öffentliche Debatte gewesen und somit das öffentliche Interesse höher als die Interessen von PwC zu gewichten. Der luxemburgische Staat wurde zu einer Entschädigung in Höhe von 15.000 € verurteilt, außerdem muss er die Prozesskosten in Höhe von 40.000 € tragen.

## Bilanz 2016 und weitere Entwicklung
Nach einem Bericht von Eurodat sind die Zahlen der Steuervereinbarungen in Europa, unter anderem mit Luxemburg, weiter massiv angestiegen. Von 547 im Jahr 2013 sei die Zahl stetig auf 1444 Deals bis Ende 2015 angewachsen. Im Falle Luxemburgs hätten sich die Deals sogar mehr als vervierfacht (von 113 auf 519).
Die Europäische Kommission kritisierte den Bericht. Es handele sich nicht um sogenannte Sweetheart-Deals.
Am 1. Januar 2017 warf der Guardian Juncker aufgrund von „German diplomatic cables“ vor, dass er als Premierminister insgeheim Anstrengungen der EU blockiert habe, Steuervermeidung durch multinationale Konzerne anzugehen:

“Years’ worth of confidential German diplomatic cables provide a candid account of Luxembourg’s obstructive manoeuvres inside one of Brussels’ most secretive committees.”

In der code of conduct group on business taxation, die ihre Arbeit 1997 aufnahm, seien die Bemühungen zur Einschränkung der Steuervermeidung durch die Handlungen einiger der kleinsten Mitglieder der EU oft unter der Führung Luxemburgs regelmäßig verzögert, verwässert oder konterkariert („derailed“) worden. Unter den von Luxemburg abgelehnten Vorschlägen waren beispielsweise
- Pläne für ein Peer-Review der Steuerpolitik gegenüber Großunternehmen
- eine Untersuchung von hybrid mismatches
- Austausch zwischen den Ländern über Steuerabkommen mit Großkonzernen

Auch die Darstellung der obstruktiven Politik Luxemburgs wurde unterbunden: In einer Mitteilung hieß es Luxemburger Vertreter hätten geäußert, sie würden jeden Vorschlag ablehnen, die Argumente Luxemburgs im Ausschuss zu veröffentlichen.

„Es ist beeindruckend zu sehen, wie sich einige Mitgliedsstaaten nach außen als Verfechter [internationaler Steuerreformen] darstellen, und gleichzeitig zu beobachten, wie sie sich eigentlich in EU-Diskussionen verhalten, wenn sie durch Vertraulichkeit geschützt sind.“